# فرودگاه اسپیچنکوف
فرودگاه اسپیچنکوف (به روسی: Аэропорт Спиченково) فرودگاهی عمومی واقع در شهر نووکوزنتسک در کشور روسیه است که توسط Aerokuzbass JSC اداره می‌شود.[¹]

## شرکت‌های هواپیمایی و مقصدهای پروازی
| شرکت‌های هواپیمایی | مقصدهای پروازی                    |
| ----------------- | --------------------------------- |
| Azur Air          | چارتر فصلی: سووارنابومی، کام رانح |
| آئروفلوت          | شرمتیوو                           |
| رویال فلایت       | چارتر فصلی: کام رانح              |
| اس۷ ایرلاینز      | دوموده‌دوو                         |